# ادواردو ایانونی
ادواردو ایانونی (انگلیسی: Edoardo Iannoni؛ زادهٔ ۱۱ آوریل ۲۰۰۱) بازیکن فوتبال اهل ایتالیا است.